# Serjania reticulata
Serjania reticulata là một loài thực vật có hoa trong họ Bồ hòn. Loài này được Cambess. miêu tả khoa học đầu tiên năm 1827.